# Spoorlijn Haarlem - Zandvoort
De spoorlijn Haarlem - Zandvoort verbindt Haarlem, Overveen en Zandvoort met elkaar. In 1881 werd de spoorlijn geopend, met als beginpunt het toenmalige station Haarlem Bolwerk.

## Geschiedenis

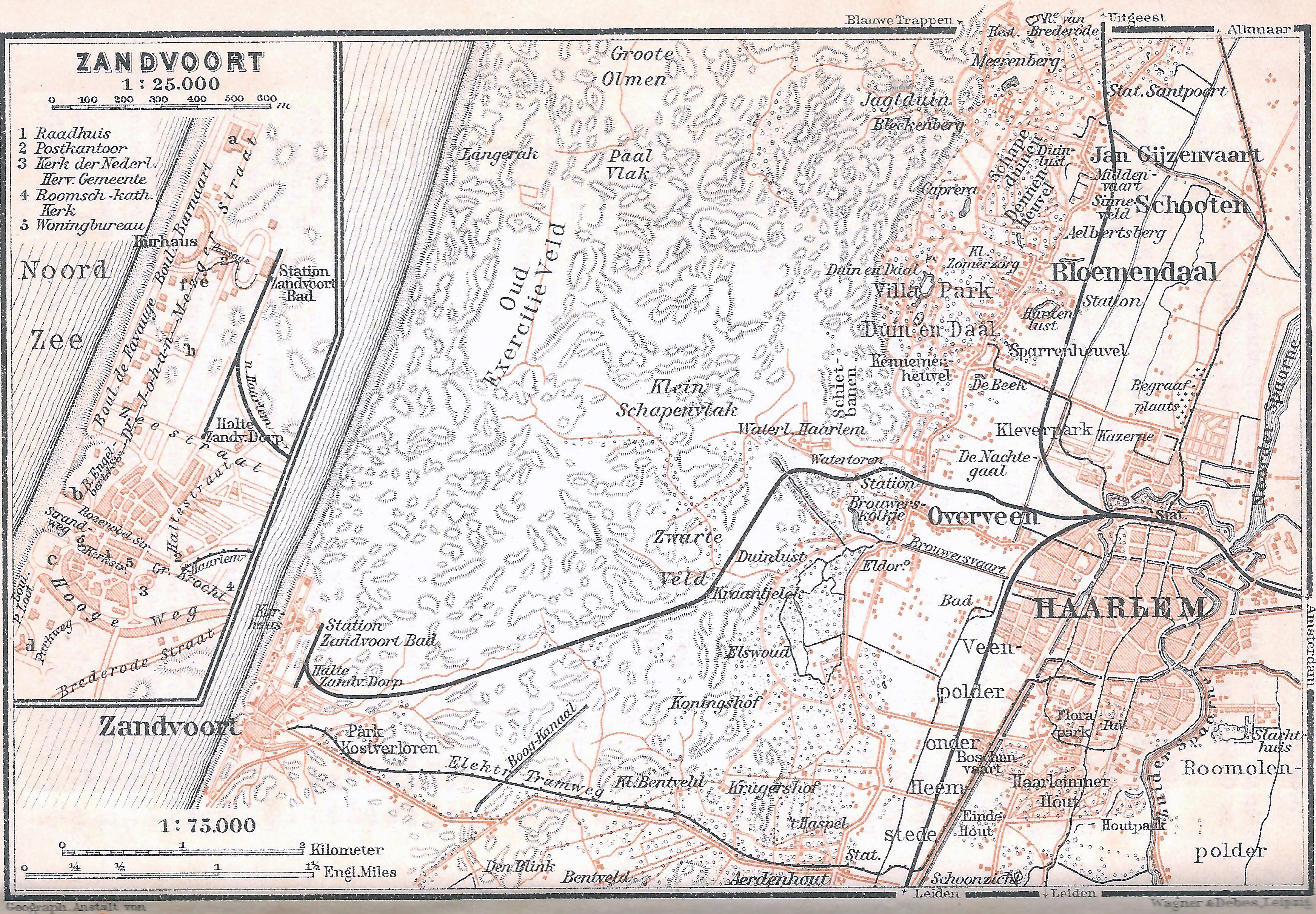
Spoor- en tramlijnen tussen Haarlem en Zandvoort en de situatie te Zandvoort met de beide stations; 1905

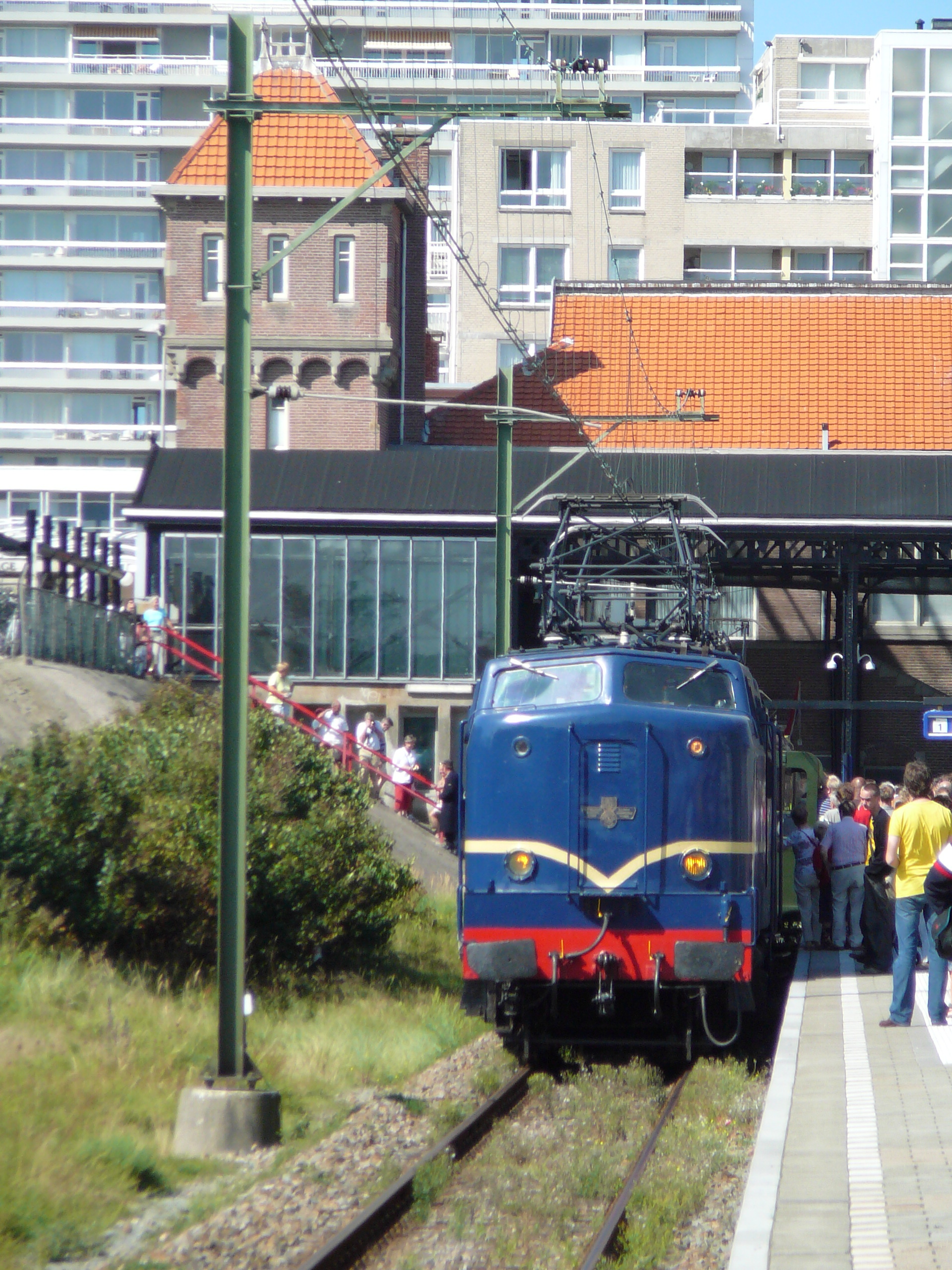
Jarenlang waren de locomotieven van de serie 1200 vaste gast in Zandvoort. Begin jaren 90 kwam hier een einde aan. Op 30 augustus 2008 keerde de 1202, ditmaal als museumloc en samen met enkele blokkendoosrijtuigen, terug in Zandvoort.

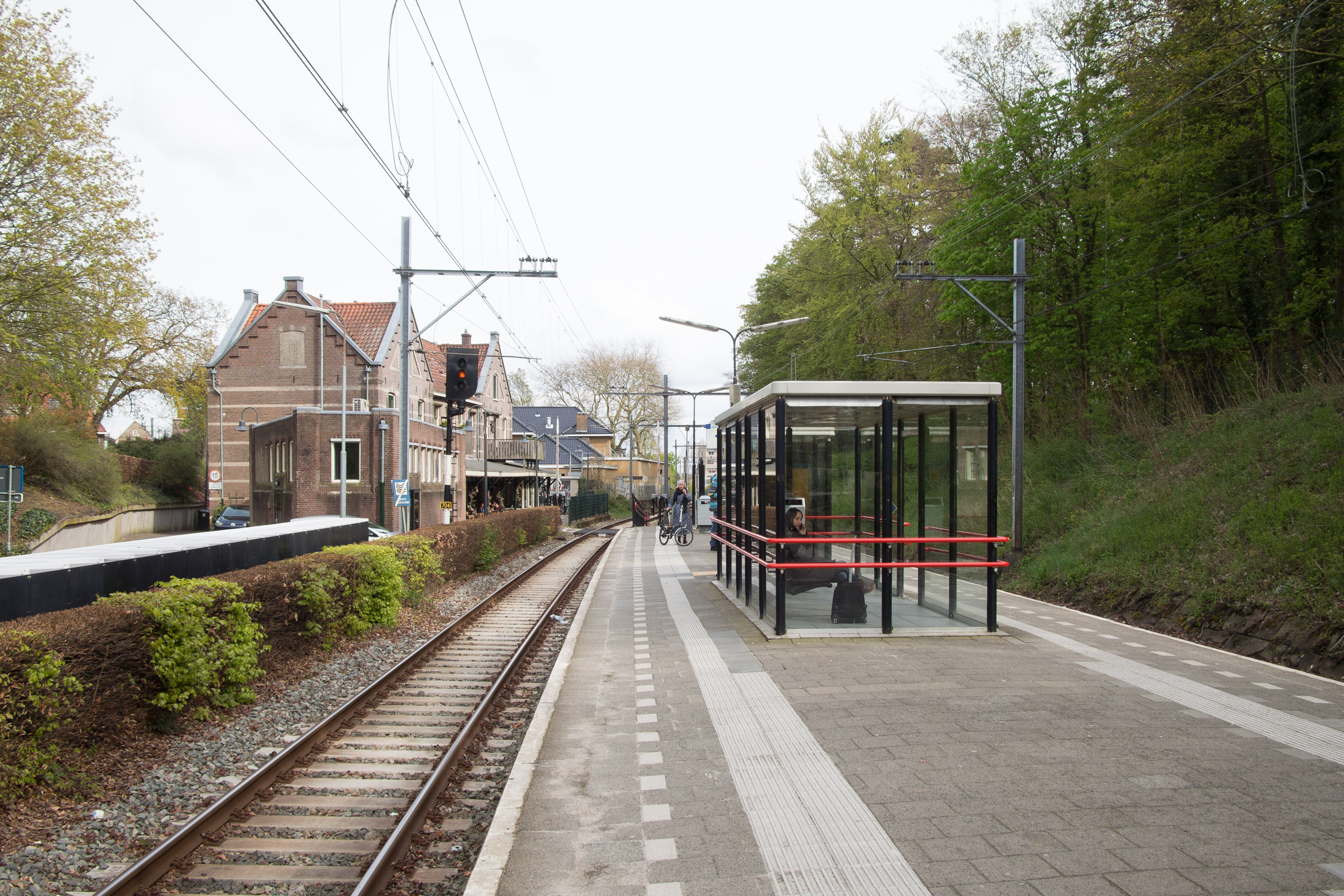
Station Overveen gezien in oostelijke richting; 29 april 2016

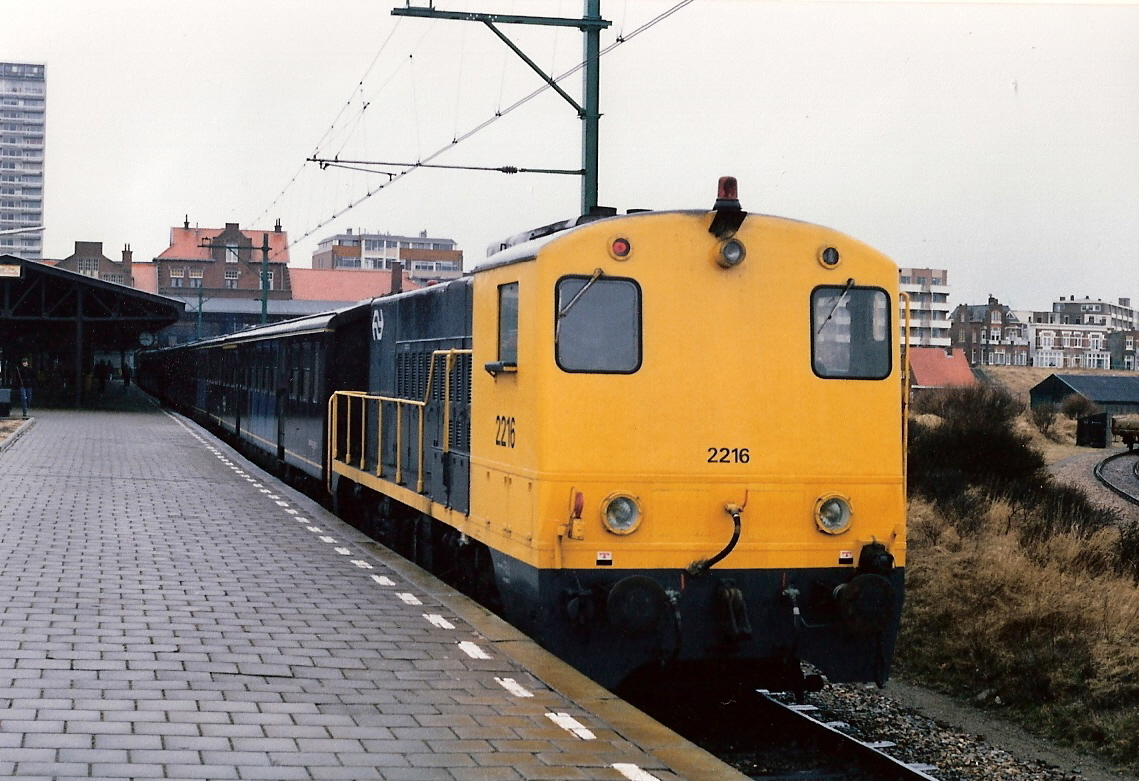
Diesellocs NS 2216 en 2294 met een trek-duwtrein te Zandvoort. In verband met vervanging van de bovenleidingmasten konden er tussen Zandvoort en Haarlem geen elektrische treinen rijden. In het paasweekend van 1987 pendelden er daarom trek-duwtreinen, bestaande uit twee diesellocs, aangepaste rijtuigen Plan E en een energiewagen.

De spoorlijn werd aangelegd als lokaalspoorweg door de Haarlem-Zandvoort Spoorweg Maatschappij (HZSM). De eerste vijf jaar reden de treinen tussen Zandvoort en het tijdelijke station Haarlem Bolwerk, vlak voor de plek waar de spoorlijnen uit Zandvoort, Uitgeest en Rotterdam samenkomen. Reeds vanaf de opening reden de treinen via dit tijdelijke station door naar het HSM-station Haarlem.
Vanaf 1 juni 1889 werd de exploitatie van de lijn overgenomen door de Hollandsche IJzeren Spoorweg-Maatschappij (HSM). In 1902 verbouwde de HSM de lokaalspoorlijn tot hoofdspoorweg. In 1925 ging de HZSM geheel op in de HSM. De spoorlijn werd in 1935 geëlektrificeerd met 1500 volt gelijkspanning. De kenmerkende bovenleidingportalen werden in 1987 vervangen door moderne portalen. Tijdelijk reden er dieseltreinen bestaande uit rijtuigen met twee loc's serie NS 2200.
De treindienst op het traject werd gestaakt op 10 juli 1944. De reden hiervoor was dat de Duitse bezetter de complete spoorlijn tussen Overveen en Zandvoort, inclusief bovenleiding en dergelijke, ging opbreken. Na de bevrijding gingen de treinen tussen Overveen en Haarlem (en verder naar Amsterdam) op enkelspoor weer rijden vanaf 15 augustus 1945. Daarna werd de baan naar Zandvoort dubbelsporig herlegd en op 3 juni 1946 kon de spoorlijn heropend worden.
In juli 2018 werd de Natuurbrug Duinpoort over de spoorlijn in gebruik genomen.

### Stations en gebouwen
Station Haarlem Bolwerk kreeg net als de Zandvoortse stations een eenvoudig gebouw. Dit werd zo'n twintig jaar na de sluiting omstreeks 1905 gesloopt bij de verbouwing en verhoging van het station Haarlem.
Overveen kreeg wel een groot stationsgebouw. Dit kwam mede doordat een deel van het stationsgebouw als postkantoor werd gebruikt.
Bij de opening van de spoorlijn in 1881 lag het station Zandvoort noordelijker dan tegenwoordig, nabij het toenmalige Kurhaus. In 1889 werd er een halte Zandvoort Dorp geopend omdat het bestaande station ver van het oude dorp lag. De nog bestaande Haltestraat in het dorp is hiernaar vernoemd. In 1908 werd het nieuwe, nog bestaande, kopstation geopend, dat dichter bij het dorp ligt. Het oude station en de halte werden gesloten. De eenvoudige stationsgebouwtjes zijn na sluiting afgebroken.
Het stationsgebouw uit 1908 is opvallend groot met meerdere verdiepingen en veel versieringen. De overkapping en perrongebouwen zijn in de jaren negentig gesloopt. Het station heette van 1921 tot 1955 Zandvoort Bad, daarna werd het Zandvoort aan Zee. De spoorlijn werd in 1935 geëlektrificeerd. Het emplacement ten noorden van het station heeft sinds 1995 plaatsgemaakt voor woningbouw.
Er bestonden plannen om een nieuwe halte Haarlem West te bouwen op het viaduct over de Westelijke Randweg. Deze plannen werden echter om verschillende redenen door gedeputeerde Cornelis Mooij afgeblazen. De NS stelde als voorwaarde dat station Overveen gesloten zou worden, wat de gemeente Bloemendaal niet accepteerde. Verder bleek uit tellingen dat het nieuwe station waarschijnlijk niet genoeg nieuwe reizigers zou trekken. Bovendien was de plaats van het geplande station ongunstig ten opzichte van de ingang van de nabije vestiging van Hogeschool Inholland.

## Dienstregeling

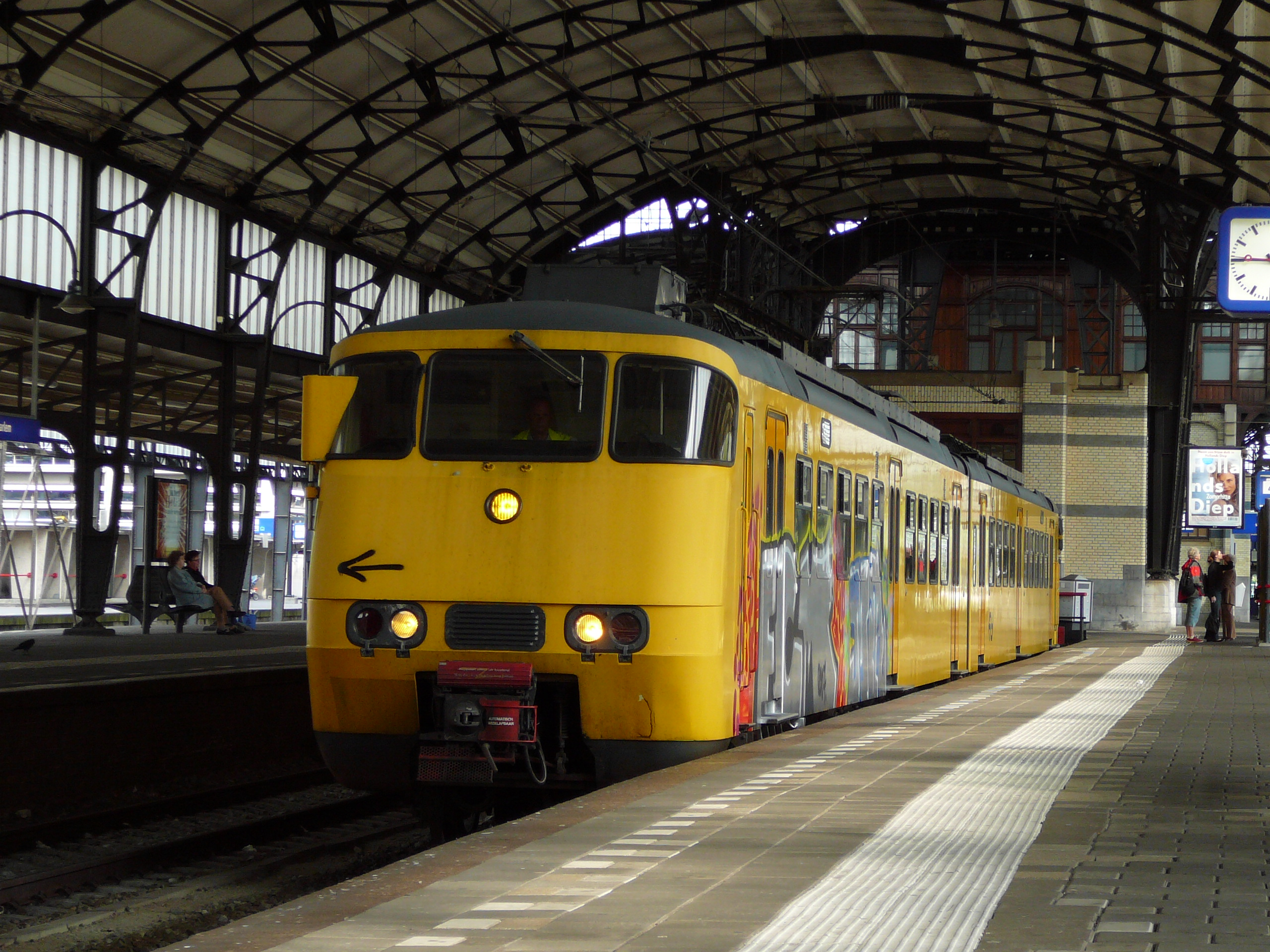
Het oudste SGM tweewagenstel 2001 vertrekt op 18 augustus 2007 uit Haarlem als pendeltrein naar Zandvoort aan Zee.

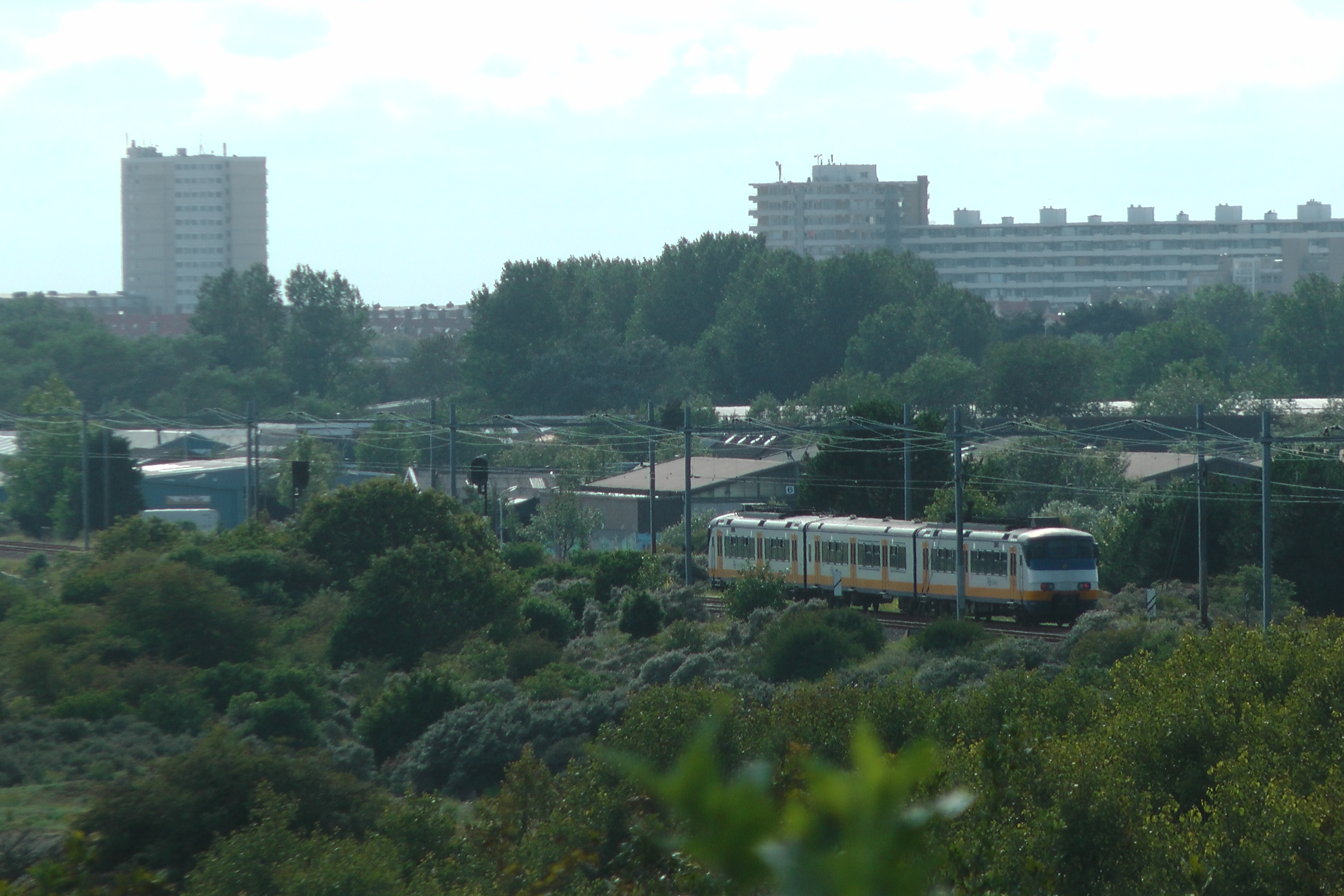
SGM-stoptrein nadert Zandvoort.

Sinds de opening in 1881 reden lokaaltreinen van de HZSM tussen Haarlem HSM via Haarlem Bolwerk naar Zandvoort. In de zomerdiensten van 1882, 1883, 1887 en 1888 reden vier treinparen door naar Amsterdam.
Vanaf 1962 was Zandvoort aan Zee jarenlang het begin- en eindpunt van de doorgaande treinen van en naar Zuid-Limburg. Ook reed een aantal internationale treinen van en naar de badplaats. De laatste internationale trein was tot begin jaren 90 de Ardennenexpress naar Luxemburg. Dit was een trein naar Maastricht, die een keer per dag doorreed via Luik naar Luxemburg.
De intercity's naar Zuid-Limburg reden vanaf de nieuwe consequente dienstregeling na Spoorslag '70 het ene halfuur naar Maastricht en het andere halfuur naar Heerlen. Tot 1994 reden in de zomermaanden enkele treinen als Valkenburgexpress door naar Valkenburg.
In de zomer van 1995 werd Haarlem eindpunt voor deze intercity's. Op deze manier konden de treinen verlengd worden en verdwenen de inefficiënt lange en (vooral buiten het seizoen) lege treinen van het traject Haarlem – Zandvoort. Sindsdien rijden er vrijwel alleen pendeltreinen tussen Haarlem en Zandvoort en later tussen Amsterdam Centraal en Zandvoort. Vrijwel elke zomer worden treinen aangevuld of versterkt om de vervoersdruk op mooie dagen en bij evenementen op te vangen. Sinds eind jaren 90 staan deze extra strandtreinen in het spoorboekje vermeld.
In de treindienstregeling van 2018 rijdt overdag elk half uur een sprinter van Zandvoort aan Zee via Overveen, Haarlem, Haarlem Spaarnwoude, Amsterdam Sloterdijk naar Amsterdam Centraal en omgekeerd, in de zomermaanden (mei-augustus) aangevuld met twee sprinters per uur tussen Zandvoort en Haarlem.

### Capaciteitsuitbreiding
De Nederlandse Spoorwegen willen op drukke dagen in beide richtingen twaalf lange treinen per uur kunnen inzetten, maar de bovenleiding kon daarvoor niet genoeg stroom leveren. Bovendien zal dat tot gevolg hebben dat de overwegen vrijwel permanent dicht zijn. Op 11 september 2019 werd bekend gemaakt dat er 7 miljoen euro wordt geïnvesteerd door het Ministerie van Infrastructuur en Waterstaat, de provincie Noord-Holland, de gemeente Zandvoort en de Vervoerregio Amsterdam in het "structureel op orde brengen van de energievoorziening en de overwegveiligheid" en uitbreiding van de perroncapaciteit in Zandvoort, voor de geplande Grand Prix Formule 1 in mei 2020. Het evenement werd echter afgelast maar er kunnen zo per uur twaalf treinen in iedere richting rijden tussen Amsterdam, Haarlem en Zandvoort. Ook kunnen alle zeven overwegen tussen Amsterdam, Haarlem en Zandvoort voor alle wegverkeer geheel afgesloten worden zodat er totaal 24 treinen per uur kunnen passeren.
Ook tijdens drukke stranddagen en evenementen in het zomerseizoen kunnen er voortaan meer treinen worden ingezet dan voorheen.